# Tetrapturus belone
A Tetrapturus belone a sugarasúszójú halak (Actinopterygii) osztályának sügéralakúak (Perciformes) rendjébe, ezen belül a vitorláskardoshal-félék (Istiophoridae) családjába tartozó faj.
A Tetrapturus csontoshal-nem típusfaja.

## Előfordulása
A Tetrapturus belone előfordulási területe a Földközi-tenger. Főleg Olaszország környékén nagyon gyakorinak számít. A Jón-tengerben is él, bár itt még nem vettek észre felnőtt példányokat. A Fekete-tengerben még nem észlelték.

## Megjelenése
A hal átlagos hossza 200 centiméter, de 240 centiméteresre is megnőhet. A legnehezebb kifogott példány 70 kilogrammot nyomott. A horgászok és halászok néha összetévesztik a fehér marlinnal (Kajikia albida).

## Életmódja
A nyílt vizek lakója. A vízfelszíntől 200 méter mélyig lelhető fel. Táplálékát a halak képezik. Általában párban úszik és vadászik.

## Szaporodása
Feltételezhetően télen és tavasszal ívik.

## Felhasználása
A Tetrapturus belone rajta van a vándorló tengeri halakat védelmező, úgynevezett Annex I of the 1982 Convention on the Law of the Sea határozat listáján; azonban ennek ellenére van kereskedelmi halászata.

## Képek

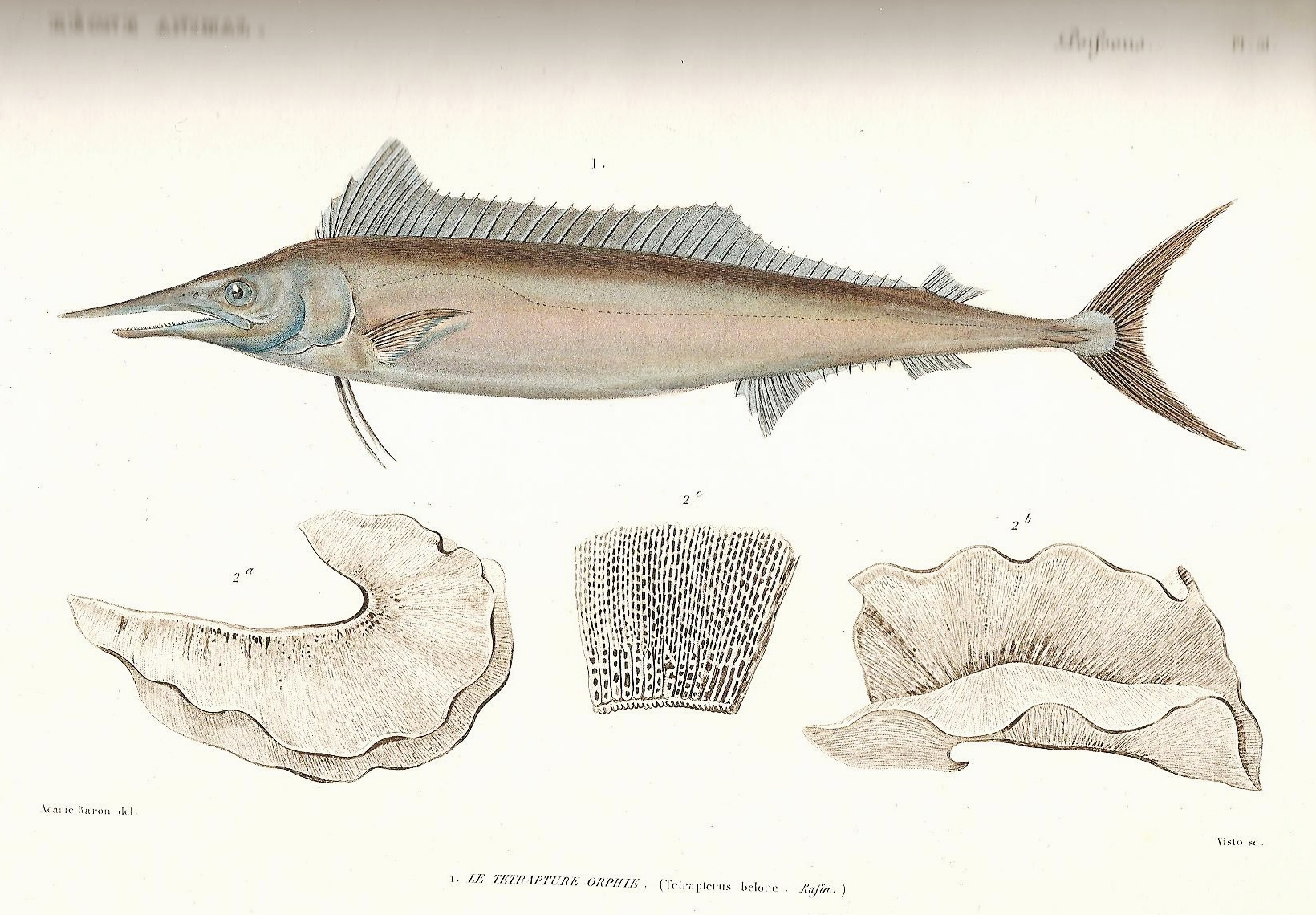
Rajzok
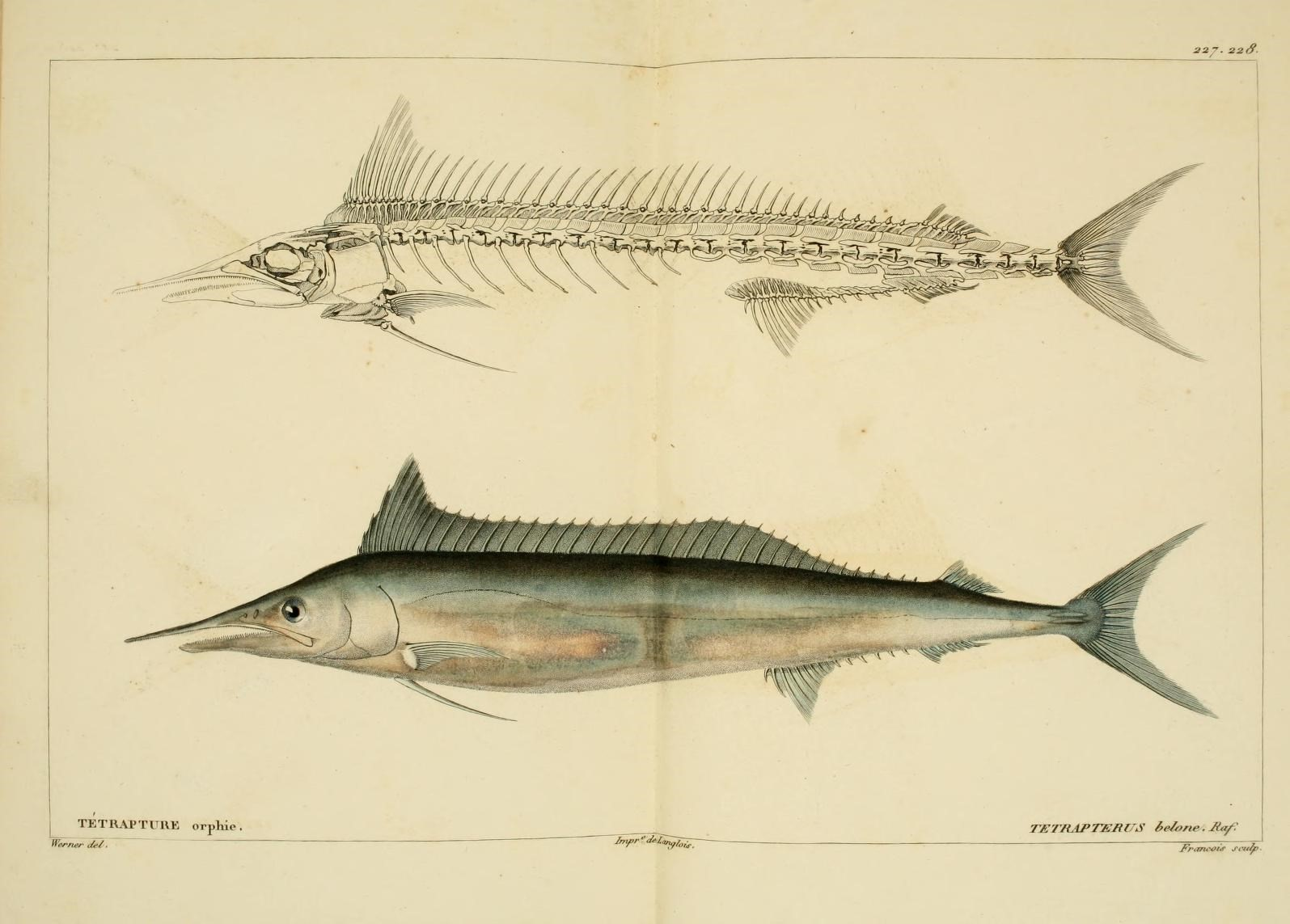
a
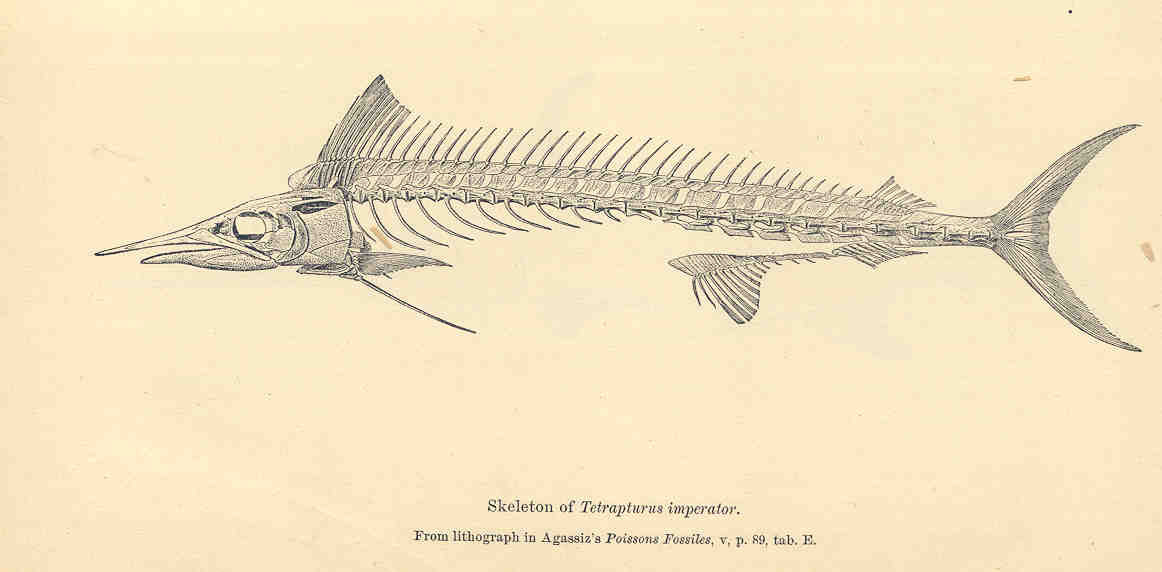
halról